# Pezizella hughesii
Pezizella hughesii är en lavart som beskrevs av Dennis 1971. Pezizella hughesii ingår i släktet Pezizella och familjen Hyaloscyphaceae.   Inga underarter finns listade i Catalogue of Life.